# نيلسون روكفلر
نيلسون ألدريتش روكفلر (بالإنجليزية: Nelson Aldrich Rockefeller) (و. 8 يوليو 1908 – ت. 26 يناير 1979) هو رجل أعمال وسياسي أمريكي راحل. شغل منصب نائب رئيس الولايات المتحدة الحادي والأربعين في عهد الرئيس جيرالد فورد في الفترة من 1974 إلى 1977، وكان سابقا الحاكم التاسع والأربعين لولاية نيويورك. كما عمل أيضا في إدارات الرؤساء فرانكلين روزفلت، وهاري ترومان، ودوايت أيزنهاور. وهو أحد أعضاء عائلة روكفلر الغنية، وكان أيضا جامع للفنون، وكان كذلك مدير مركز روكفلر.

## عمله السياسي
كان روكفلر جمهوريا وعرف عنه كونه سياسيا ليبراليا وتقدميا،  وكان توجهه معتدلا أحيانا. ونجح في تغيير المنصة السياسية للحزب الجمهوري قبل المؤتمر الجمهوري عام 1960 فيما سمي معاهدة الجادة الخامسة. في ذلك الوقت، وصف الليبراليون في الحزب الجمهوري بلقب «جمهوريو روكفلر». شملت إنجازاته كحاكم لنيويورك في الفترة من 1959 إلى 1973، توسيع جامعة ولاية نيويورك، والجهود المبذولة لحماية البيئة، وبناء روكفلر إمباير ستيت بلازا في ألباني، وزيادة المرافق والأفراد في مجال الرعاية الطبية، وإنشاء مجلس ولاية نيويورك للفنون.
سعى روكفيلر لترشيح نفسه عن الحزب الجمهوري في انتخابات الرئاسة في أعوام 1960 و 1964 و 1968 ولم ينجح، قبل أن يشغل منصب نائب الرئيس في عهد الرئيس جيرالد فورد. وكان فورد أول نائب رئيس يتم تعيينه بموجب أحكام التعديل الدستوري الخامس والعشرين، وصعد إلى الرئاسة بعد استقالة ريتشارد نيكسون في أغسطس 1974 بعد فضيحة ووترغيت؛ واختار فورد روكفيلر كبديل له. تقاعد روكيفيلر عن السياسة في عام 1977، وبالتالي قرر عدم الانضمام إلى تذكرة الحزب الجمهوري مع فورد في انتخابات عام 1976. ثم اختار فورد لاحقا السيناتور بوب دول من كانساس ليكون رفيقه الجديد، لكنه خسر الانتخابات في نهاية المطاف أمام الديموقراطي جيمي كارتر وزميله والتر مونديل. لا يزال روكفيلر، حتى عام 2017، نائب الرئيس الأخير الذي رفض طلب إعادة انتخابه.
بالنسبة لأعماله فقد كان رئيسا لمركز روكفلر، وشكل المؤسسة الاقتصادية الأساسية الدولية في عام 1947. جمع روكفيلر مجموعة فنية كبيرة وعزز وصول الجمهور إلى الفن. شغل منصب أمين الصندوق ورئيس متحف الفن الحديث، وأسس متحف الفن البدائي في عام 1954. وفي مجال العمل الخيري، أسس صندوق الأخوة روكفلر في عام 1940 مع أشقائه الأربعة، وأنشأ منظمة الرابطة الأمريكية الدولية للتنمية الاقتصادية والاجتماعية في عام 1946.

## النشأة والتعليم (1908 - 1930)
وُلد روكفلر في 8 يوليو عام 1908 في بار هاربور بولاية مين. الابن الثاني للخبير المالي والمُحسن جون دافيسون روكفلر جونيور والمُحسنة الاجتماعية أبيغيل غرين »آبي« ألدريش. كان لديه شقيقان أكبر منه سنًا - آبي وجون الثالث – بالإضافة إلى ثلاثة إخوة أصغر منه سنًا: لورانس وينثروب وديفيد. كان والدهم، جون جونيور، الابن الوحيد للشريك المؤسس لشركة ستاندرد أويل، جون دافيسون روكفلر، والمُدرسة لورا سيليستيا »سيتي« سبيلمان. كانت والدتهم، آبي، ابنة عضو مجلس الشيوخ نيلسون ويلمارث ألدريش وأبيغيل بيرس ترومان »آبي« تشابمان. تلقى روكفلر تعليمه الابتدائي والمتوسط والثانوي في مدرسة لينكولن في مدينة نيويورك، وهي مدرسة تجريبية تُديرها كلية المعلمين بجامعة كولومبيا. تخرج بامتياز في عام 1930 وحصل على بكالوريوس الاقتصاد من كلية دارتموث، حيث كان عضوًا في كاسك وغونليت (مجتمع كبير) وفاي بيتا كابا وإخوة بسي أبسيلون.

## الحياة الشخصية
تزوج روكفلر من ماري تودهونتر كلارك في 23 يونيو عام 1930. أنجبا خمسة أطفال: رودمان كلارك روكفلر وآن روكفلر وستيفن كلارك روكفلر والتوأمان مايكل كلارك روكفلر وماري روكفلر. اختفى مايكل روكفلر في غينيا الجديدة في نوفمبر عام 1961. يُفترض غرقه أثناء محاولة السباحة إلى الشاطئ بعد انقلاب زورقه الشجري.
تطلق نيلسون وماري روكفلر في عام 1962. تزوج روكفلر من مارغريتا لارج »هابي« فيتلر، في 4 مايو عام 1963. أنجبا ابنين معًا: نيلسون ألدريتش روكفلر جونيور ومارك فيتلر روكفلر.
عاش روكفلر مع زوجته الأولى في الطوابق الثلاثة العلوية في 810 فيفث أفنيو. احتفظت ماري روكفلر بالطابقين العلويين في الشقة ثلاثية الطوابق، بعد طلاقهما وزواجه الثاني. وُسعت الشقة عن طريق شراء طابق من 812 فيفث أفنيو. تصل ست درجات من السلالم بين الحيزين. استخدم نيلسون وهابي روكفلر المدخل في 812 فيفث، بينما استخدمت زوجته الأولى المدخل في 810 فيفث. ظلا متزوجين حتى وفاته.
تورط روكفلر في العديد من الأمور خارج العلاقة الزوجية أثناء زواجه. استاءت زوجته الأولى من خيانته الزوجية، والذي كان أحد الأسباب الرئيسية لطلاقهما. أقنع روكفلر زوجته الأولى في وقت مبكر من الزواج بأن يعيش كلًا منهما حياة مستقلة ولكن يظلا متزوجين من أجل المظهر العام والأطفال.
كانت هناك تخمينات تحيط بماليندا فيتلر ميرفي (المُولودة في عام 1960)، الابنة الصغرى لهابي روكفلر والدكتور جيمس سلاتر مورفي، مع اعتقاد الكثيرين في دائرة روكفلر الداخلية أنها ابنة نيلسون روكفلر. استخدم كين رلاند صديق روكفلر الحميمي لهجة ساخرة في مذكراته عند ذكر ماليندا، ووضع كلمة زوج الأم في الاقتباسات. ادعت إلين، زوجة والي هاريسون، المهندس المعماري وأحد أصدقاء روكفلر الحميمين، أن نسب ماليندا كان سرًا بين أصدقاء روكفلر.
كان روكفلر زبونًا لدى الوسيط الروحي المشهور إدغار كايس.

## الوفاة
تُوفي روكفلر في 26 يناير عام 1979 بسبب نوبة قلبية. كان في السبعين من عمره. ذكر تقرير أولي بشكل خاطئ أنه توفي على مكتبه في غرفة المكتب في مركز روكفلر. ومع ذلك، صُحح التقرير سريعًا ليشير إلى إصابة روكفلر فعلًا بنوبة قلبية قاتلة في موقع آخر: منزل يمتلكه في 13 شارع ويست 54. حدثت النوبة القلبية في وقت متأخر من المساء في حضور ميغان مارشاك، ضابط معاون تبلغ من العمر 25 عامًا. اتصلت مارشاك بصديقها، مراسل الأخبار بونشيتا بيرس، ليأتي إلى المنزل، بعد معاناة روكفلر من نوبة قلبية؛ اتصل بيرس بسيارة إسعاف بعد ساعة تقريبًا من حدوث النوبة القلبية.

## جوائز
حصل على جوائز منها وسام الحرية الرئاسي.

## روابط خارجية
- نيلسون روكفلر على موقع الموسوعة البريطانية (الإنجليزية)
- نيلسون روكفلر على موقع مونزينجر (الألمانية)
- نيلسون روكفلر على موقع إن إن دي بي (الإنجليزية)
- نيلسون روكفلر على موقع ديسكوغز (الإنجليزية)